# Heinz Binder
Heinz Binder (Viena, Alemania nazi; 29 de enero de 1943-Innsbruck, Austria; 28 de abril de 2024) fue un futbolista y entrenador de fútbol austriaco que jugó en la posición de defensa.

## Carrera

### Club
| Periodo   | Club          |
| --------- | ------------- |
| 1961-1963 | SC Elektra    |
| 1963–1967 | Austria Wien  |
| 1967–1972 | SSW Innsbruck |
| 1972–1975 | DSV Leoben    |
| 1975–1977 | Grazer AK     |

### Selección nacional
Jugó para Austria en nueve ocasiones de 1964 a 1966.

### Entrenador
| Periodo   | Club                 |
| --------- | -------------------- |
| 1983–1984 | SSW Wacker Innsbruck |
| 1985–1986 | DSV Leoben           |
| 1990      | Grazer AK            |
| 2001      | SSW Wacker Innsbruck |

## Logros
- Bundesliga de Austria (2): 1970/71, 1971/72
- Copa de Austria (2): 1966/67, 1969/70